# 헤르뇌산드시

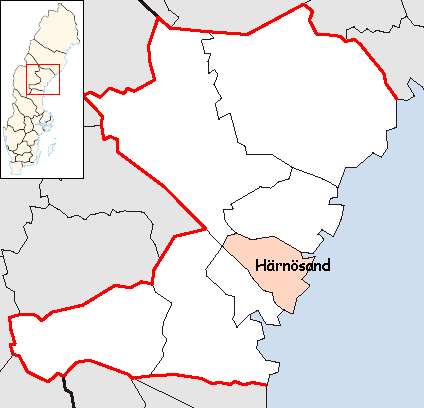
헤르뇌산드 시의 위치

헤르뇌산드시(스웨덴어: Härnösands kommun)는 스웨덴 베스테르노를란드주에 위치한 지방 자치체로 행정 중심지는 헤르뇌산드(베스테르노를란드 주의 주도)이며 면적은 1,938.58km2, 인구는 25,269명(2016년 12월 31일 기준), 인구 밀도는 13명/km2이다.

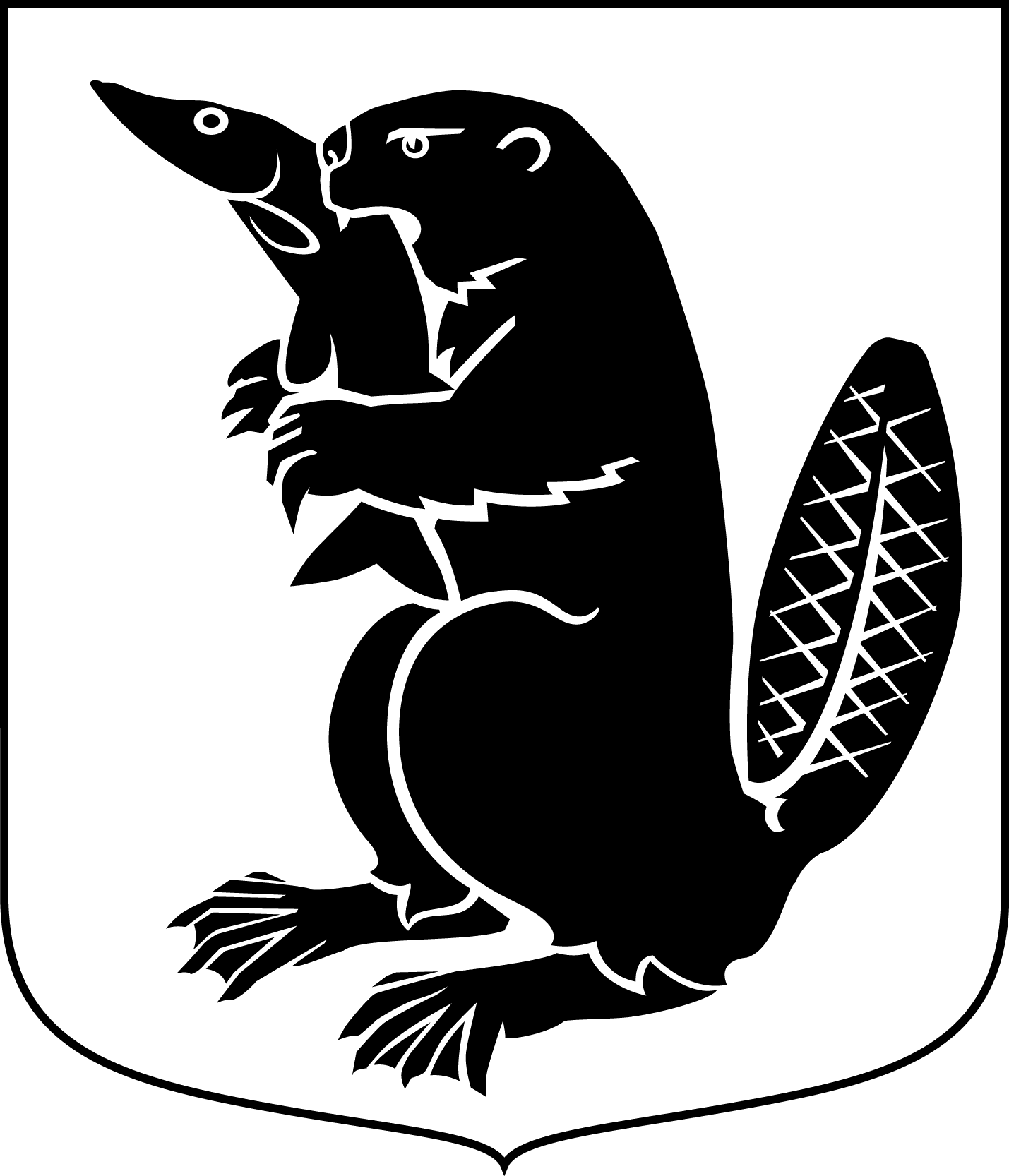
시 문장